# Swertia brownii
Swertia brownii är en gentianaväxtart som beskrevs av J. Shah. Swertia brownii ingår i släktet Swertia och familjen gentianaväxter. Inga underarter finns listade i Catalogue of Life.